# 丰特绍科
丰特绍科，是西班牙卡斯蒂利亚-莱昂萨莫拉省的一个市镇。 总面积68平方公里，总人口1852人（2001年），人口密度27人/平方公里。